# ヘンリー・ペラム＝クリントン (第5代ニューカッスル公爵)
第5代ニューカッスル＝アンダー＝ライン公爵ヘンリー・ペラム・ファインズ・ペラム＝クリントン（英語: Henry Pelham Fiennes Pelham-Clinton, 5th Duke of Newcastle-under-Lyne, KG, PC、1811年5月22日 - 1864年10月18日）は、イギリスの政治家、貴族。
ヴィクトリア朝前期から中期にかけて、保守党、ピール派、自由党と党派を移しながら閣僚職を歴任した。ピール内閣在任中にはアルバート公と連携してコーンウォール公領改革に貢献した。
1851年に爵位を継承する前までリンカン伯爵（Earl of Lincoln）の儀礼称号を使用した。

## 経歴
第4代ニューカッスル＝アンダー＝ライン公爵ヘンリー・ペラム＝クリントンとその妻ジョージナ（旧姓マンディ）の長男として生まれる。
イートン校を経てオックスフォード大学クライスト・チャーチで学ぶ。ウィリアム・グラッドストンとはオックスフォード大学で学友だった。グラッドストンが学内の討論クラブで行った演説に共感し、父ニューカッスル公に頼み込んでニューカッスル公の強い影響下にあるニューアーク選挙区からのグラッドストンの出馬の根回しを行った。
1832年から1846年にかけて父ニューカッスル公の強い影響下にある南ノッティンガムシャー選挙区から選出されて保守党所属の庶民院議員を務める。
1841年から1846年にかけて第二次ピール内閣の木材・森林長官を務めた。折しも、王配アルバート公が旧弊な慣例だらけのコーンウォール公領の改革を求めたため、ピール首相はリンカン伯爵をその担当・連絡役とした。アルバート公とリンカンはピール首相と連携しつつコーンウォール州に利害関係を有する貴族と折衝を進めたのち、1844年コーンウォール公領法を成立させて公領改革に成功している。また、彼は続く1846年中にアイルランド担当大臣を務めた。
1846年の穀物法廃止をめぐる保守党の分裂では自由貿易派のピール派を支持したが、これにより保護貿易派を支持していた父ニューカッスル公から絶縁を宣告され、父の工作で南ノッティンガム選挙区において落選に追い込まれた。代わってフォルカーク・バラ選挙区から当選する。
1851年1月の父の死去に伴い、第5代ニューカッスル公爵位を継承し、貴族院議員に列した。父とは臨終直前に和解できた。
1852年12月にピール派とホイッグ党の連立政権アバディーン伯爵内閣が発足すると、ピール派からの閣僚の一人として陸軍・植民地大臣に就任した。クリミア戦争で対ロシア参戦するか否かをめぐる論争では、ピール派としては珍しく参戦派に属した（アバディーン伯爵やグラッドストンなどピール派閣僚は対ロシア開戦に慎重派だったのに対し、パーマストン子爵やジョン・ラッセル卿などホイッグ党閣僚は参戦派だった）。この論争は最終的にニューカッスル公ら参戦派が制した。
しかしクリミア戦争の泥沼化により彼の陸軍大臣としての戦争指導は批判にさらされた。そのため神経過敏となり、1855年1月にアバディーン伯爵が首相職を辞すると、内閣を離れる決意を固めた。アバディーン伯爵に代わってパーマストン子爵がヴィクトリア女王より組閣の大命を受けたが、この際に女王はアバディーン伯爵とニューカッスル公爵を内閣から外すようパーマストン子爵に命じている。アバディーン伯爵とニューカッスル公爵自身も戦争指導の失敗に責任を感じており、後継内閣の問題に直接関わろうとしなかった。
ピール派の長老政治家サー・ジェームズ・グラハム準男爵が病気で第一線を退くと、グラッドストンやシドニー・ハーバートとともに同派の指導的存在となった。
1859年にはホイッグ党とピール派が合同して自由党が結成され、自由党政権の第二次パーマストン子爵内閣が成立。ニューカッスル公は同内閣に植民地大臣として入閣したが、体調を悪化させて1864年4月に辞職。
同年10月18日に死去した。

## 栄典

### 爵位
- 1851年1月12日、第5代ニューカッスル・アンダー・ライン公爵（1756年創設グレートブリテン貴族爵位）[3][4]
- 1851年1月12日、第12代リンカン伯爵（1572年創設イングランド貴族爵位）[3][4]

### 勲章
- 1860年、ガーター勲章士（KG）[3][4]

### 名誉職その他
- 1841年、枢密顧問官（PC）[3][4]

## 家族

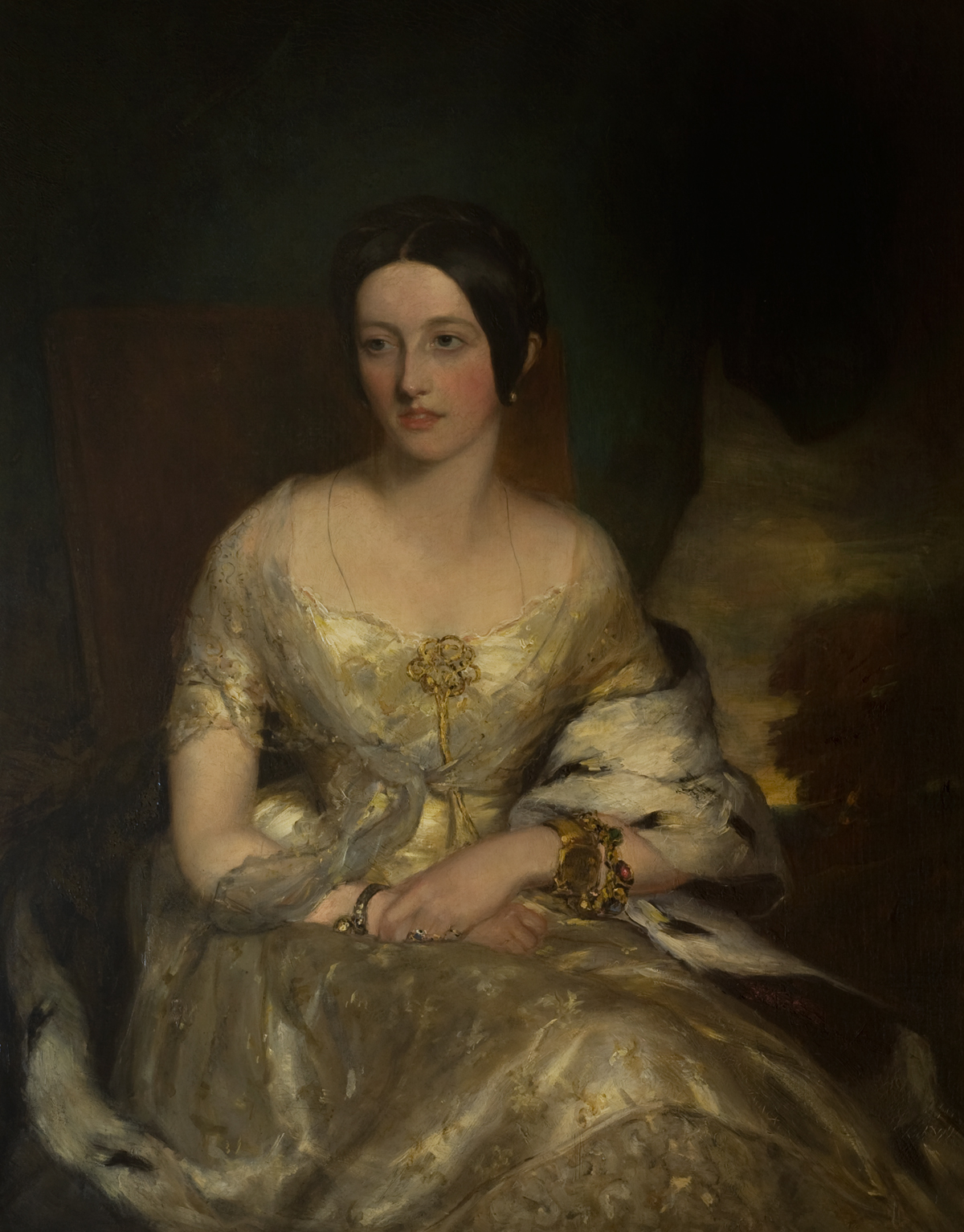
公爵夫人スーザン。第4代オーフォード伯爵と駆け落ちした。

1832年にスーザン・ハミルトン（第10代ハミルトン公爵アレクサンダー・ハミルトンの娘）と結婚し、彼女との間に以下の5子を儲けた。夫妻仲が悪化したのち、スーザン夫人が第4代オーフォード伯爵の子を身ごもっていることが発覚してスキャンダルとなった。その結果、公爵夫妻は1850年に離婚した。
- 第1子（長男）第6代ニューカッスル公爵ヘンリー・ペラム＝クリントン（英語版） (1834–1879)
- 第2子（次男）エドワード・ペラム＝クリントン卿（英語版） (1836–1907)：政治家
- 第3子（長女）スーザン・シャーロット・キャサリン・ペラム＝クリントン嬢（英語版） (1839–1875)：アドルファス・ベーン＝テンペスト卿（英語版）と結婚。皇太子バーティの愛人。
- 第4子（三男）アーサー・ペラム＝クリントン（英語版） (1840–1870)
- 第5子（四男）アルバート・シドニー・ペラム＝クリントン卿 (1845–1884)：フランシス・イヴリン・ストーサードと結婚、後に離婚。